# Comuna Cemerîske, Bar
Cemerîske (în ucraineană Чемериське) este o comună în raionul Bar, regiunea Vinnița, Ucraina, formată din satele Stasiukî, Cemerîske (reședința), Șerșni, Borșci și Rehentivka.

## Demografie
Componența lingvistică a satului Cemerîske
     Ucraineană (99,5%)
     Alte limbi (0,41%)
Conform recensământului din 2001, majoritatea populației satului Cemerîske era vorbitoare de ucraineană (99,5%), existând în minoritate și vorbitori de alte limbi.